# Royal Excel Mouscron
Royal Excel Mouscron er en belgisk fodboldklub, der ligger i byen Mouscron og som til dagligt spiller i den belgiske liga Jupiler Pro League.
Klubben blev etableret i 2010 som fusion mellem Excelsior Mouscron der gik konkurs og RRC Peruwelz.
I starten hed klubben Royal Mouscron-Péruwelz, men i sæsonen 2016 fik de navnet Royal Excel Mouscron.